# Andóniosz Pepanósz
Andóniosz Pepanósz, görögül: Ευστάθιος Χωραφάς (Pátra, 1866 – 1918) olimpiai ezüstérmes görög úszó.
A legelső újkori nyári olimpián, az 1896. évi nyári olimpiai játékokon, Athénban indult úszásban, egy versenyszámban, az 500 méteres gyorsúszásban.
Klubcsapata a Gymnastiki Etaireia Patron volt.